# Xã Clinton Falls, Quận Steele, Minnesota
Xã Clinton Falls (tiếng Anh: Clinton Falls Township) là một xã thuộc quận Steele, tiểu bang Minnesota, Hoa Kỳ. Năm 2010, dân số của xã này là 351 người.